# Full of Hell
Full of Hell ist eine US-amerikanische Grindcore-Band aus Ocean City (Maryland) und Pennsylvania, die 2009 gegründet wurde.

## Geschichte
Die Band wurde 2009 von Dylan Walker (Gesang, Elektronik), Spencer Hazard (E-Gitarre), David Bland (Schlagzeug) und Brandon Brown (Gesang, Bass) gegründet. Im folgenden Jahr erschien über Get This Right Records die EP The Inevitable Fear of Existence, dem sich Anfang 2011 eine Split-Veröffentlichung mit der deutschen Band Goldust anschloss. Danach folgte die EP F.O.H. Noise, der erste Teil einer Serie. Im August 2011 erschien über A389 Recordings das Debütalbum Roots of Earth Are Consuming My Home. Nach weiteren Teilen von F.O.H. Noise sowie Split-Veröffentlichungen mit Code Orange Kids, The Guilt Øf… und Calm the Fire, folgte über A389 Recordings im Jahr 2013 das zweite Album Rudiments of Mutilation. Im folgenden Jahr erschien ein Kollaborations-Album mit Merzbow bei Profound Lore Records. 2015 verließ Brown die Gruppe und wurde durch Sam DiGristine ersetzt. Anfang 2016 wurde die EP Amber Mote in the Black Vault, auf der unter anderem eine Coverversion des Melvins-Liedes Oven enthalten ist, über Bad Teeth Recordings veröffentlicht. Im März des Jahres erschien ein Kollaborations-Album mit The Body über Neurot Recordings namens One Day You Will Ache Like I Ache. Im Februar 2017 verkündete Profound Lore Records das Erscheinen des nächsten Albums, was im Mai unter dem Namen Trumpeting Ecstacy geschah. Später im Jahr schloss sich Ascending a Mountain of Heavy Light, ein zweites Kollaborations-Album mit The Body, über Thrill Jockey Records an.

## Stil
Laut Paul Simpson von Allmusic bewegt sich die Musik der Band von schnellem Grindcore bis brutalem Sludge. Vor allem The Inevitable Fear of Existence lehne sich stark am Sludge an, während die EP F.O.H. Noise experimenteller sei.
Christopher Luedtke von metalinjection.net ordnete Rudiments of Mutilation dem Grindcore zu, der Gefühle wie Wut, Hass und Leid hervorrufen würde. Zudem sei die Musik geprägt durch Elemente aus dem Hardcore Punk, Metal, Sludge, Drone Doom und Noise sowie durch Blastbeats, drückende Riffs und schwere Bass- und Schlagzeugklänge.
Philipp Walter von musikreviews.de gab in seiner Rezension zum ersten Kollaborations-Album mit Merzbow an, dass hierauf der Powerviolence von Full of Hell und die Noise-Songs von Merzbow vermischt werden. Heraus komme irrwitziges „Gekloppe“, bei dem man genau hinhören müsse, um Merzbows Beitrag heraushören zu können. Auffallend zu vorherigen Veröffentlichungen sei, dass die Lärmwand der Songs nun dichter sei.
Christina Wenig vom Metal Hammer schrieb in ihrer Rezension zu Trumpeting Ecstasy, dass die Band hierauf auch weiterhin versuche, die Grenzen von Hardcore Punk, Death Metal und Grindcore auszuloten. Neben wenigen Samples und Sludge-Passagen mache die Gruppe von „Blastbeats, Gequieke, Grunzen, Gekeife und technischem Riffing“ Gebrauch. In den Songs gebe sich die Gruppe meist schnell und aggressiv. Simon Dümpelmann vom Rock Hard rezensierte das Album ebenfalls und stellte fest, dass es auf dem Album nicht mehr, wie in der Vergangenheit, „straighte[n] Deathgrind mit Hardcore-Kante“ gebe. Auch Experimente wie die damaligen Noise-Lieder mit Merzbow seien bis auf einen Song mit „Industrial-Getöse und Mädchengesang“ verschwunden. Insgesamt seien die Lieder aggressiv und schnell, jedoch arbeite die Gruppe auch gelegentlich Doom-Metal-Passagen ein. Ollie Fröhlich vom Ox-Fanzine ordnete das Album dem Grindcore zu, wobei der Noise-Anteil zurückgefahren worden sei. Der Gesang bestehe aus den gepitchen Screams Walkers und den tiefen Growls Browns. Im Titellied würden sich „elfenhafter Ariengesang mit harschen Noise-Attacken“ abwechseln.

## Diskografie
Studioalben
- 2011: Roots of Earth Are Consuming My Home (A389 Recordings)
- 2013: Rudiments of Mutilation (A389 Recordings)
- 2017: Trumpeting Ecstasy (Profound Lore Records)
- 2021: Garden of Burning Apparitions (Profound Lore Records)
- 2024: Coagulated (Profound Lore Records)

Kollaborationsalben
- 2014: Full of Hell · Merzbow (mit Merzbow, Profound Lore Records)
- 2016: One Day You Will Ache Like I Ache (mit The Body, Neurot Recordings)
- 2017: Ascending a Mountain of Heavy Light (mit The Body, Thrill Jockey Records)
- 2015: Sister Fawn (mit Merzbow, A389 Recordings)

Kompilationen
- 2011: Sonic Cathedrals Vol. XXI (CVLT Nation Records)
- 2014: Numb Your Mind (Australian Invasion 2014) (A389 Recordings)
- 2014: FOH Noise Vol 1–4 (Profound Lore Records)

Livealben
- 2013: Music from the Dial (EP, Not Punk Records)
- 2015: Live at This Is Hardcore Festival 2014 (A389 Recordings)
- 2015: Auditory Torture 11-22-2015 (EP, Red Panda Records)
- 2016: Live at Roadburn 2016 (ABWTB)

EPs
- 2010: F.O.H. Noise (Ghost Collective Records)
- 2011: FOH Noise: Vol. 2 (SPlit Scene Records)
- 2011: The Inevitable Fear of Existence (Get This Right Records)
- 2012: FOH Noise Vol 3 (Arctic Night Records)
- 2013: FOH Noise Vol 4 (Arctic Night Records)
- 2015: Amber Mote in the Black Vault (Bad Teeth Recordings)
- 2017: Framecode (Orchid Cover) (A389 Recordings)

Splits
- 2011: Full of Hell / Goldust (mit Goldust, Get This Right Records)
- 2012: Full of Hell / The Guilt Øf… (mit The Guilt Øf…, A389 Recordings)
- 2012: Full of Hell//Code Orange Kids (mit Code Orange Kids, Topshelf Records)
- 2012: Full of Hell / Calm the Fire (mit Calm the Fire, Holy Roar Records)
- 2014: Thee Insurmountable Wall / The Exotic Sounds of Psywarfare (mit Psywarfare, A389 Recordings)
- 2016: Nails / Full of Hell (mit Nails, Closed Casket Activities Records)
- 2018: Full of Hell / Intensive Care (mit Intensive Care, Anthems of the Undesirable)